# Léo Deschâtelets

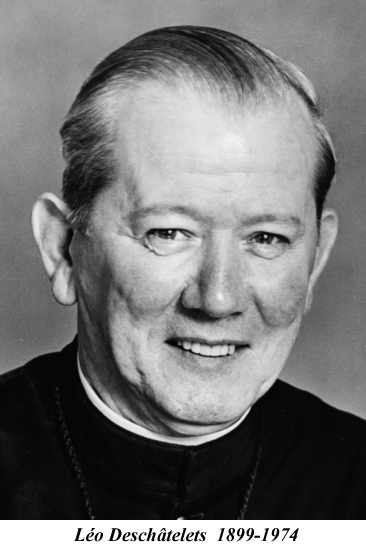
Pater Léo Deschâtelets (1972)

Léo Deschâtelets OMI (* 8. März 1899 in Montreal, Kanada; † 1. November 1974 in Ottawa) war ein kanadischer Oblate der Makellosen Jungfrau Maria und Generaloberer seine Kongregation.
Léo Deschâtelets legte 1919 die ersten Gelübde, 1922 die ewigen Gelübde in der Gemeinschaft der Oblaten der makellosen Jungfrau Maria ab. 1925 wurde er von Bischof Joseph-Médard Émard zum Priester geweiht. Von 1926 bis 1944 war er als Professor am St. Joseph Scholastikat in Ottawa tätig, dem er ab 1938 auch als Superior vorstand. Von 1944 bis 1947 war er Provinzial der kanadischen Ostprovinz seiner Kongregation. Am 2. Mai 1947 wählte ihn das Generalkapitel zum Generaloberen. Er war der letzte Generaloberer der Oblaten, der auf Lebenszeit gewählt wurde. Dieses Amt übte er bis 1972 aus, als er aus gesundheitlichen Gründen zurücktrat.
Während seiner Amtszeit nahm er als Konzilsvater am II. Vatikanischen Konzil teil. Am 1. November 1974 starb er im Alter von 75 Jahren.